# Rodrigo Fabri
Rodrigo Fabri (Santo André, 15 de janeiro de 1976) é um ex-futebolista brasileiro que atuava como meio-campista.
No início da carreira era conhecido apenas como Rodrigo. Passou a ser chamado por nome e sobrenome a partir de 2001, em sua passagem pelo Grêmio, para evitar confusão com seu colega de elenco Rodrigo Mendes.

## Carreira

### Herói na Lusa
Começou sua carreira na Portuguesa, que vivia uma de suas melhores épocas. No Brasileirão, porém, a equipe foi irregular e terminou apenas na décima colocação geral. 
Foi em 1996 que Rodrigo despontaria: a Portuguesa, após um terceiro lugar no Paulistão, terminaria vice-campeã brasileira, deixando um inédito título escapar por pouco - o gol da perda ocorreu nos últimos cinco minutos. Ainda assim, a equipe do Canindé jamais havia ido tão longe na competição. Principal destaque do clube, Rodrigo foi premiado com a Bola de Prata da Revista Placar como um dos melhores meio-campistas da competição e acabaria convocado pela Seleção Brasileira. 
No ano seguinte, após um Estadual mais fraco, onde não se conseguiu a classificação para o quadrangular final, a Lusa terminou a primeira fase do Brasileirão em quarto lugar, sucumbindo na fase semifinal. Rodrigo, novamente o condutor dos rubroverdes, destacou-se outra vez e ganharia sua segunda Bola de Prata como um dos melhores na sua posição. 
Naquele mesmo ano, iria à Copa das Confederações, pelo Brasil, conquistando, ainda como reserva, o primeiro título da carreira.

### No Real Madrid, apenas empréstimos
Despertou o interesse da Europa. A Lazio manifestou desejo em acertar um sistema de co-gestão com a Portuguesa apenas para poder levá-lo. Porém, Rodrigo já havia assinado, no início de 1998, com o poderoso Real Madrid, depois de ter interessado também o Deportivo La Coruña, à época uma das potências do futebol espanhol. O negócio foi fechado por US$ 10 milhões. 
Não foi de imediato para o novo clube, que o repassou por empréstimo ao Flamengo para o primeiro semestre de 1998, em um negócio que envolveu a ida do atacante Sávio em definitivo para a Espanha. Jogando ao lado de Romário, não teve o mesmo destaque, o time como um todo fora fraco na época, não avançando nem no Campeonato Carioca nem no Torneio Rio-São Paulo, tirando-lhe as relativas chances de ir para a Copa do Mundo de 1998. Foram 44 jogos e 9 gols pelo clube.
No segundo semestre, chegou enfim ao Real Madrid. Todavia, não seria aproveitado pelos merengues, que o reemprestaram para o futebol brasileiro já no primeiro semestre de 1999, em que Rodrigo ficou no Santos, onde teve passagem discreta. Retornou à Espanha no segundo semestre, para a temporada europeia 1999/2000. Fora dos planos do clube da capital, foi novamente emprestado, sendo cedido a outro clube da realeza, o Real Valladolid. 
Em seu segundo clube espanhol, teve boa passagem em que foi eleito a revelação da Liga; o Valladolid terminou em oitavo, apenas nove pontos atrás dos madridistas, que não fizeram boa campanha.[carece de fontes?] Ainda assim, não foi o bastante para convencer o Real Madrid a tê-lo de volta: para a sua decepção, os blancos preferiram para a sua posição o argentino Santiago Solari, que havia acabado de participar da campanha que levara o rival Atlético de Madrid ao rebaixamento. Fabri foi então para o Sporting, de Portugal, onde foi novamente subaproveitado. 
Após uma temporada, retornou ao Brasil, emprestado desta vez ao Grêmio.

### Passagem marcante no Grêmio
Chegou ao Tricolor Gaúcho para a disputa do Brasileirão de 2001, mas não se firmou por lesões e falta de condicionamento físico. No início de 2002, continuava entre os reservas e o rival Internacional seria o campeão gaúcho. O pior viria em julho: tornou-se vilão ao perder o pênalti decisivo contra o Olimpia nas semifinais da Taça Libertadores, fazendo a equipe ser eliminada dentro do Estádio Olímpico.
No Campeonato Brasileiro de 2002, disputado em seguida, entretanto, recuperou-se com a torcida ao retomar sua ótima fase dos tempos de Portuguesa. Duas semanas após a eliminação na Libertadores, fazia três gols no jogo contra o Corinthians. Outros hat-tricks (expressão inglesa para quem marca três vezes em uma partida) de Fabri, contra Vitória e Paysandu, viriam depois. Terminou o campeonato como um dos artilheiros (ao lado de Luís Fabiano), com 19 gols, ajudando a equipe a retornar para a Libertadores (o Corinthians já havia garantido a vaga por ter vencido a Copa do Brasil, e sua vaga de vice-campeão passou para o Tricolor, que terminou na terceira colocação geral) do ano seguinte e tornou-se ídolo. 
Recebeu sua terceira Bola de Prata, desta vez como artilheiro. Por pouco não ganha também como um dos dois melhores meias, ficando atrás apenas do são-paulino Kaká e do vascaíno Ramon. A boa fase gremista, todavia, não seria seguida regularmente no ano seguinte: priorizando a Libertadores, o clube descuidou-se do Gauchão (decidido entre Inter e o 15 de Novembro). Embora a competição continental tenha reservado certa vingança ao eliminar o Olimpia nas oitavas-de-final, o Grêmio caiu já na fase seguinte, sofrendo o gol da desclassificação no final da partida contra o Independiente Medellín.

### Nova decadência
Embora já não jogasse mais pelo Real Madrid, Rodrigo Fabri continuava a receber salário dos merengues, com o qual havia acertado vínculo de seis anos. Não fez nenhuma partida oficial pelo Real Madrid. Ao término do contrato, em 2003, foi para o Atlético de Madrid, mas também não fez sucesso no rival, ficando apenas uma temporada nos rojiblancos: em julho de 2004, já estava em outro Atlético, desta vez o Mineiro, no qual teve uma solitária boa fase em meio ao restante do time, ajudando-o a escapar do rebaixamento em 2004. Em 2005, como um dos nomes de mais peso do grupo do Atlético Mineiro, Rodrigo Fabri foi o pivô de uma greve por conta de salários atrasados no grupo do Galo. Tal greve foi determinante para o rebaixamento do grupo naquele ano.
Já no início de janeiro de 2006, Fabri foi contratado pelo São Paulo. O clube quebrou jejum de quinze anos sem títulos brasileiros, mas sem contribuição relevante do reforço, que pouco jogou na campanha. Sem oportunidades, em fevereiro do ano seguinte passou a se ausentar dos treinamentos após ser colocado no time B, sendo logo dispensado em fevereiro por justa causa. Foi para o Paulista, mas a equipe de Jundiaí terminaria rebaixada para a Série C do Brasileirão.
Em busca de nova boa fase no sul, acertou no início de 2008 com o Figueirense, conquistando o Campeonato Catarinense. Entretanto, não conseguiu firmar-se ao longo do ano no Figueira, que terminou rebaixado no Brasileirão após sete anos na elite. Fabri acertou sua saída no final do ano.
Em 2009, fechou contrato com a equipe de sua cidade natal, o Santo André, para disputar a Série A do Campeonato Brasileiro. Após o fim do certame, em que experimentou novo rebaixamento, Rodrigo decidiu se aposentar devido às inúmeras lesões que vinha sofrendo.

### Fora dos campos
Em 2010, realizou um estágio com o técnico Alexandre Gallo, no Clube Náutico Capiberibe, para vivenciar o dia-a-dia de um treinador.
Em 2014, torna-se Diretor de Futebol da Portuguesa.
Também se tornou empresário de fazendas de gado no Mato Grosso do Sul e a construção civil no Guarujá e no ABC.

## Estatísticas em Campeonatos Brasileiros
| Time        | Partidas | Gols |
| ----------- | -------- | ---- |
| Portuguesa  | 58       | 26   |
| Flamengo    | 15       | 2    |
| Grêmio      | 45       | 22   |
| Atlético-MG | 47       | 7    |
| São Paulo   | 6        | 0    |
| Figueirense | 20       | 1    |
| TOTAL       | 191      | 58   |

## Títulos
Seleção Brasileira
- Copa das Confederações de 1997

São Paulo
- Campeonato Brasileiro de 2006

Figueirense
- Campeonato Catarinense de 2008

## Prêmios
- Bola de Prata - Placar: 1996 (como melhor meio-campista)
- Bola de Prata - Placar: 1997 (como melhor meio-campista)
- Bola de Prata - Placar: 2002 (como artilheiro)

## Artilharias
Grêmio
- Campeonato Brasileiro de 2002: 19 gols